# ボルツマン分布
ボルツマン分布（ボルツマンぶんぷ、英語: Boltzmann distribution）とは、高温で濃度の低い粒子系において、一つのエネルギー準位にある粒子の数（占有数）の分布を与える理論式の一つである。ギブズ分布とも呼ばれる。気体分子の速度の分布を与えるマクスウェル分布をより一般化したものに相当する。
量子統計力学においては、占有数の分布がフェルミ分布に従うフェルミ粒子と、ボース分布に従うボース粒子の二種類の粒子に大別できる。ボルツマン分布はこの二種類の粒子の違いが現れないような条件におけるフェルミ分布とボーズ分布の近似形（古典近似）である。ボルツマン分布に従う粒子は古典的粒子とも呼ばれる。
核磁気共鳴および電子スピン共鳴などにおいても、磁場の中で分裂した2つの準位の占有率はボルツマン分布に従う。

## 概要
ボルツマン分布に従う系において、エネルギーが ε に等しい一つの準位にある粒子の数は
{\displaystyle f(\epsilon )=\lambda \,\mathrm {e} ^{-\beta \epsilon }=\mathrm {e} ^{-\beta (\epsilon -\mu )}}
で与えられる。分布関数を特徴付けるパラメータ β は系の温度と解釈され、熱力学温度 T と β=1/kT で関係付けられ、逆温度と呼ばれる。比例係数 λ は活量で、μ は化学ポテンシャルである。比例係数を除いた e−βε=e−ε/kT の項は、エネルギー ε をもつ粒子の割合を表し、ボルツマン因子と呼ばれる。エネルギーが ε の準位の占有数と ε+Δε の準位の占有数の比は
{\displaystyle {\frac {f(\epsilon +\Delta \epsilon )}{f(\epsilon )}}=\mathrm {e} ^{-\beta \Delta \epsilon }}
となる。同じ温度では、高いエネルギー（大きな ε）の準位の方が一つの準位あたりの粒子数が小さくなる。また、同じエネルギーの準位でも、高い温度（小さな β、大きな T）の条件では一つの準位あたりの粒子数が大きくなる。
複雑な粒子間相互作用がなく、エネルギー準位の分布が占有数によって変化しないことを仮定する。エネルギーが ε と ε+dε の範囲にある準位の数を g(ε)dε とすれば、この範囲にある粒子の数は f(ε)g(ε)dε で与えられる。系の全粒子数は、全てのエネルギーの範囲で積分して
{\displaystyle N=\int _{-\infty }^{\infty }f(\epsilon )\,g(\epsilon )\,d\epsilon =\lambda \int _{-\infty }^{\infty }\mathrm {e} ^{-\beta \epsilon }g(\epsilon )\,d\epsilon }
で与えられる。また、系の全エネルギーは
{\displaystyle E=\int _{-\infty }^{\infty }\epsilon \,f(\epsilon )\,g(\epsilon )\,d\epsilon =\lambda \int _{-\infty }^{\infty }\epsilon \,\mathrm {e} ^{-\beta \epsilon }g(\epsilon )\,d\epsilon }
で与えられる。
エネルギー準位の分布が離散的な場合は、エネルギーが εi に等しい準位の数を gi として、エネルギーが εi である粒子の数 ni は
{\displaystyle n_{i}=f_{i}g_{i}=\lambda \,\mathrm {e} ^{-\beta \epsilon _{i}}g_{i}}
となり、系の全粒子数と全エネルギーは
{\displaystyle N=\sum _{i}n_{i}=\lambda \sum _{i}\mathrm {e} ^{-\beta \epsilon _{i}}g_{i},\quad E=\sum _{i}\epsilon _{i}\,n_{i}=\lambda \sum _{i}\epsilon _{i}\,\mathrm {e} ^{-\beta \epsilon _{i}}g_{i}}
で与えられる。
ボルツマン分布は気体の温度が充分に高く、密度が充分に低く、かつ量子効果が無視されるような系において適用される。βε=ε/kT が大きな値を取るような場合、もしくは状態密度が小さい場合のように、古典的粒子として扱うには限界が生じ、かつ粒子の波動関数が実質的に重複していない場合は、ボース=アインシュタイン分布およびフェルミ=ディラック分布の両方がボルツマン分布になる。

## 分布
ボルツマン分布は、その状態のエネルギーとその分布が適用される系の温度の関数として、ある状態の確率を示す確率分布である。次のように表される：
{\displaystyle p_{i}={\frac {1}{Q}}\exp \left(-{\frac {\varepsilon _{i}}{kT}}\right)={\frac {\exp \left(-{\tfrac {\varepsilon _{i}}{kT}}\right)}{\displaystyle \sum _{j=1}^{M}\exp \left(-{\tfrac {\varepsilon _{j}}{kT}}\right)}}}
ここでは、
- exp() は指数関数
- pi は状態 i の確率
- εi は状態 i のエネルギー
- k はボルツマン定数
- T は系の絶対温度
- M は対象となる系でアクセス可能なすべての状態の数[2][3]
- Q（一部の著者によってはZと表される）は正規化の分母であり、カノニカル分配関数である。{\displaystyle Q=\sum _{j=1}^{M}\exp \left(-{\tfrac {\varepsilon _{j}}{kT}}\right)} これは、アクセス可能なすべての状態の確率の合計が1であるという制約から得られる。

ラグランジュの未定乗数法を用いることで、正規化制約 {\textstyle \sum p_{i}=1} および {\textstyle \sum {p_{i}{\varepsilon }_{i}}} が特定の平均エネルギーに等しいという制約の下で、ボルツマン分布がエントロピーを最大化する分布であることを証明できる。
{\displaystyle S(p_{1},p_{2},\cdots ,p_{M})=-\sum _{i=1}^{M}p_{i}\log _{2}p_{i}}

## 例

### 理想気体
分子のエネルギーは単純に粒子の運動エネルギーで与えられる。
{\displaystyle E_{i}={\begin{matrix}{\frac {1}{2}}\end{matrix}}mv^{2}}
また重力が働く場合は位置エネルギーの項が加わる。
{\displaystyle E_{i}={\begin{matrix}{\frac {1}{2}}\end{matrix}}mv^{2}+mgh}
この場合の気体分子の垂直分布は以下の式で表される。
{\displaystyle {{N_{i}} \over {N}}={{g_{i}e^{-mgh/(k_{B}T)}} \over {Z(T)}}}